# Chen Qiushi
Dans ce nom chinois, le nom de famille, Chen, précède le nom personnel Qiushi.
Chen Qiushi (chinois simplifié : 陈秋实 ; chinois traditionnel : 陳秋實 ; pinyin : Chén Qiūshí) né le 19 septembre 1985, est un avocat, journaliste citoyen et lanceur d'alerte chinois, devenu très populaire en couvrant sur le terrain les manifestations de 2019-2020 à Hong Kong ainsi que le début de la pandémie de Covid-19. Critique du gouvernement chinois, il est arrêté par les autorités le 6 février 2020 au motif d'une mise en quarantaine forcée dans le cadre de la lutte contre le Covid-19. 
Il disparaît jusqu'en septembre 2021 mais aurait été en résidence surveillée chez ses parents depuis septembre 2020. Lors de sa réapparition, il ne fournit aucune explication sur les circonstances de sa disparition.

## Biographie

### Jeunesse
Chen Qiushi est né le 19 septembre 1985 dans la préfecture de Daxing'anling dans la province de Heilongjiang (Chine). Il étudie le droit à l'Université de Heilongjiang. Après ses études, il rejoint un cabinet d'avocats à Pékin.

### Manifestations de Hong Kong de 2019-2020
À partir du 15 mars 2019, des manifestations éclatent à Hong Kong et dans le monde contre l'amendement de la loi d'extradition par le gouvernement de Hong Kong. Les manifestants demandent d'annuler l'amendement qui pourrait permettre au gouvernement chinois d'intervenir dans le système juridique indépendant de Hong Kong. Les Hongkongais ainsi que toutes les personnes passant par Hong Kong serait alors menacé d'une extradition vers la Chine commandée par le gouvernement chinois.
Chen Qiushi couvre la manifestation en première ligne et publie des vidéos ou il critique le gouvernement pour « avoir qualifié les manifestants d'émeutiers violents ». Quelques jours après la publication des vidéos, il est arrêté par les autorités de Pékin, qui suppriment ses vidéos et son compte Sina Weibo qui compte alors 740 000 abonnés.

### Pandémie de Covid-19
Privé par les autorités de l'accès aux réseaux sociaux chinois, Chen Qiushi se tourne vers YouTube et Twitter pour continuer son activité de journaliste citoyen. Il se rend le 23 ou le 24 janvier 2020 à Wuhan (Hubei), épicentre de l'épidémie de Covid-19 qui frappe alors la Chine. Il enregistre des interviews des habitants et visite et filme les hôpitaux de la ville, y compris l'Hôpital Huoshenshan alors encore en construction. Il décrit les médecins en sous-effectifs et le manque de matériel médical. 
Ses rapports mettent en évidence un large décalage entre le discours officiel et la réalité du terrain en chine. Chen diffuse des entretiens avec le personnel médical de plusieurs hôpitaux qui déclarent que de nombreux décès dus au virus ont été dissimulés, que les fournitures sont insuffisantes et que la censure du gouvernement entravait la diffusion d'informations importantes sur la maladie. Chen dénonce l'atmosphère de confusion et de paranoïa dans la province du Hubei qui rend difficile le travail des locaux et la distribution des fournitures permettant la protection et la lutte contre le virus[réf. nécessaire].
Dans une vidéo publiée le 30 janvier 2020, il montre les couloirs bondés et les corps allongés sur le sol des hôpitaux de Wuhan, une situation bien plus chaotique que la version officielle des organes de presse du gouvernement chinois. Chen parle face caméra et dénonce le manque de masque, de tests et de matériel de protection. La police contacte ses parents pour s'informer de ses déplacements et l'appelle dans la semaine de son arrivée à Wuhan. Dans une vidéo prise depuis sa chambre d'hôtel à Wuhan, Chen déclare, :

« J'ai peur. Devant moi est la maladie. Derrière moi le pouvoir légal et administratif chinois. Mais tant que je serai en vie, je ne rapporte que ce que je vois et entends. J'ai envie d'être franc réellement, aujourd'hui je vais dire quelque chose de direct, [insulte] Je n'ai pas peur de mourir. Tu crois que j'ai peur de toi parti communiste ? »

Il est arrêté la semaine suivante.

## Arrestation des citoyens journalistes
Au cours du mois de février 2020 Chen Qiushi, Fang Bin et Li Zehua, tous trois lanceurs d'alertes, citoyens journalistes et contradicteurs de terrain de la version officielle de gestion de la crise par le régime chinois sont arrêtés et disparaissent.
Le 6 février 2020, une semaine après sa vidéo polémique du 30 janvier, Chen annonce à sa famille qu'il compte se rendre dans un des hôpitaux temporaires de Wuhan. Il disparaît dans la soirée. À partir de 19 heures, aucune des tentatives de contact de ses proches n'aboutit,. Dans les jours qui suivent, sa famille est prévenue par la police qu'il a été mis en quarantaine forcée, il ne présente pourtant à ce moment aucun symptôme au dire d'un de ses proches.
Le 9 février, Fang Bin et le 26 février Li Zehua, deux autres citoyens journalistes lanceurs d'alertes sur la situation à Wuhan disparaissent également.

## Libération
La date de sa libération n'est pas connue. Il aurait été placé sous résidence surveillée chez ses parents à Qingdao à la fin de l'année 2020.
Le 30 septembre 2021, il réapparait dans une courte vidéo de son ami Xu Xiaodong et publie une lettre sur Twitter. Dans la lettre, il déclare « Au cours des vingt derniers mois, j'ai vécu beaucoup de choses. Certaines peuvent être discutées, d'autres non, je pense que vous comprenez ».

## Réactions à son arrestation

### Chine
- Les autorités du Hubei ont refusé de répondre aux questions sur le sujet[5].
- Interrogé au sujet de l'arrestation de Chen Qiushi le 9 février dans l'émission Face the Nation, Cui Tiankai (en), ambassadeur de Chine aux Etats-Unis dit n'avoir jamais entendu parlé de lui[13]. Interrogé à nouveau par Axios sur ce point un mois plus tard, il réitère cette affirmation[14].

### Étranger
- Dès le 7 février 2020, l'agence de presse Bloomberg News dénonce son arrestation décrivant Chen comme « La meilleure source d'informations réelles sur l'état de l'épidémie » (« the go-to source for real facts about the epidemic »)[7].
- Le Time magazine place l'incarcération de Chen Qiushi dans sa liste des « 10 menaces les plus urgentes à la liberté de la presse durant la pandémie de Coronavirus »[6].
- Patrick Poon d'Amnesty International déclare le 14 février 2020 à la BBC: « Les autorités chinoises devraient informer [les] familles [de Chen Qiushi et Fang Bin] et leur donner accès à un avocat de leur choix. Sinon, il est légitime de craindre qu'ils ne soient soumis à la torture ou à d'autres mauvais traitements. »[15].
- Le représentant américain Jim Banks a écrit le 1er avril 2020 au Département d'État des États-Unis pour demander l'ouverture d'une enquête sur la disparition des trois citoyens journalistes[16].